# Дверничок
Дверничо́к (пол. Dwerniczek) — село гміни Літовищі Бещадського повіту Підкарпатського воєводства Республіки Польща. Колишнє бойківське село, у рамках договору обміну територіями 1951 року все українське населення насильно переселено.

## Назва
У ході кампанії перейменування українських назв на польські село в 1977—1981 рр. називалось Йодлувка (пол. Jodłówka).